# Audleystown
Audleystown ist eine neolithische Megalithanlage vom Typ Doppel-Court Tomb. Die weitgehend erhaltene Anlage liegt in der Nähe des Südufers des Strangford Lough, im Townland Audleystown (irisch Baile Audley) im County Down in Nordirland. Court Tombs gehören zu den megalithischen Kammergräbern (englisch chambered tombs) in Irland und Großbritannien. Sie werden mit etwa 400 Exemplaren nahezu ausschließlich in Ulster im Norden der Republik Irland beziehungsweise in Nordirland gefunden. 

## Beschreibung
Das Doppel-Court Tomb (englisch Dual-Court Tomb) wurde 1946 entdeckt und 1952 ausgegraben. Die Anlage ist trapezoid und etwa 27,0 m lang. Seine bis in eine Höhe von einem Meter erhaltenen geraden Außenseiten bestehen aus Trockenmauerwerk. Es hat flache, sichelförmige Höfe an beiden Enden, die zu Galerien mit je vier hintereinander liegenden Kammern führen.

Audleystown
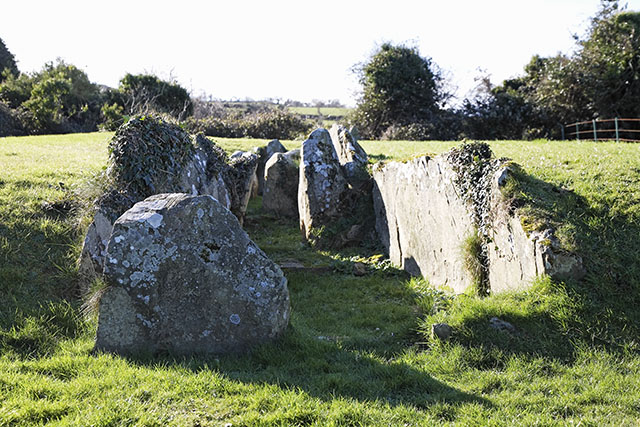
Blick in eine Galerie
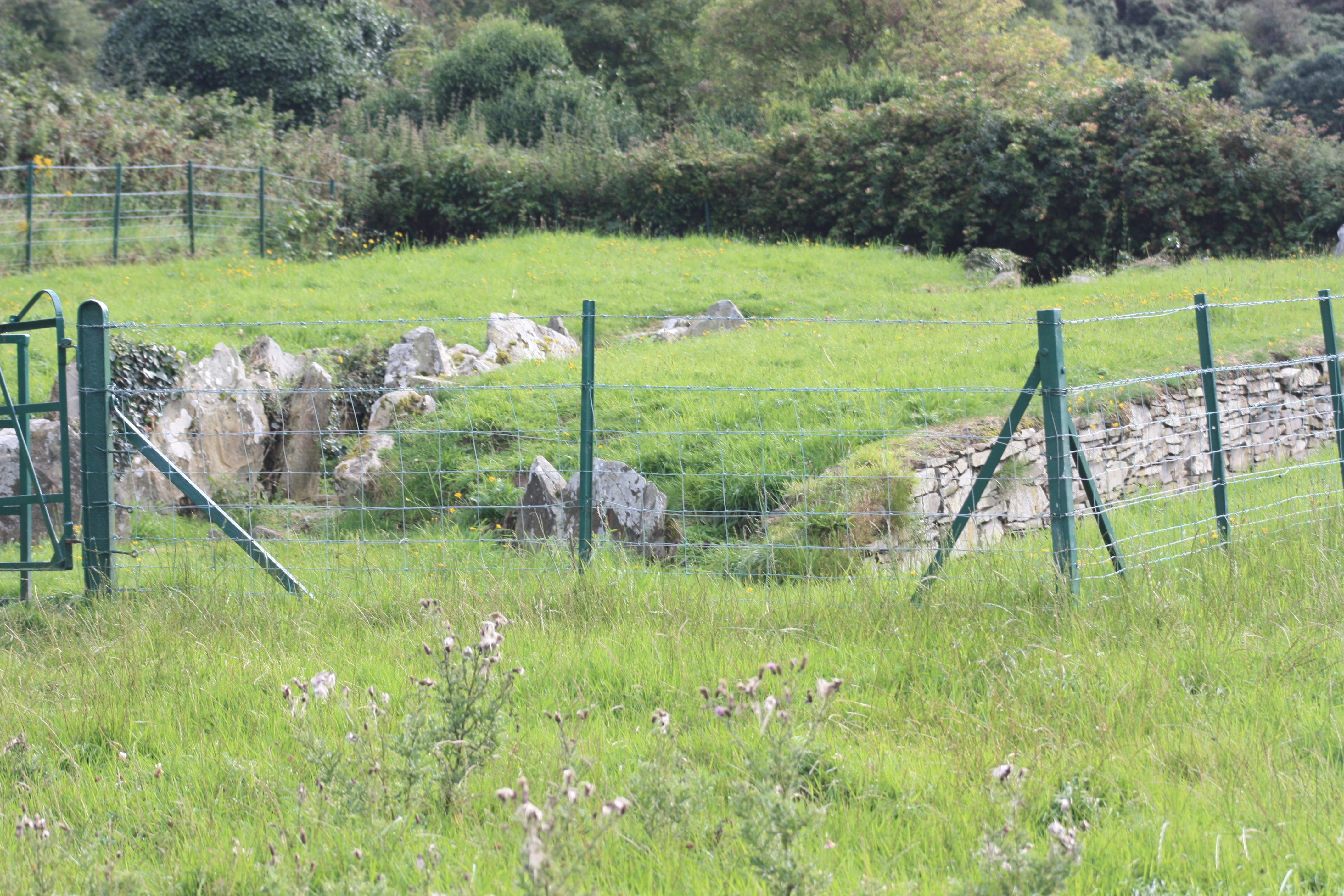
Audleystown Court Cairn
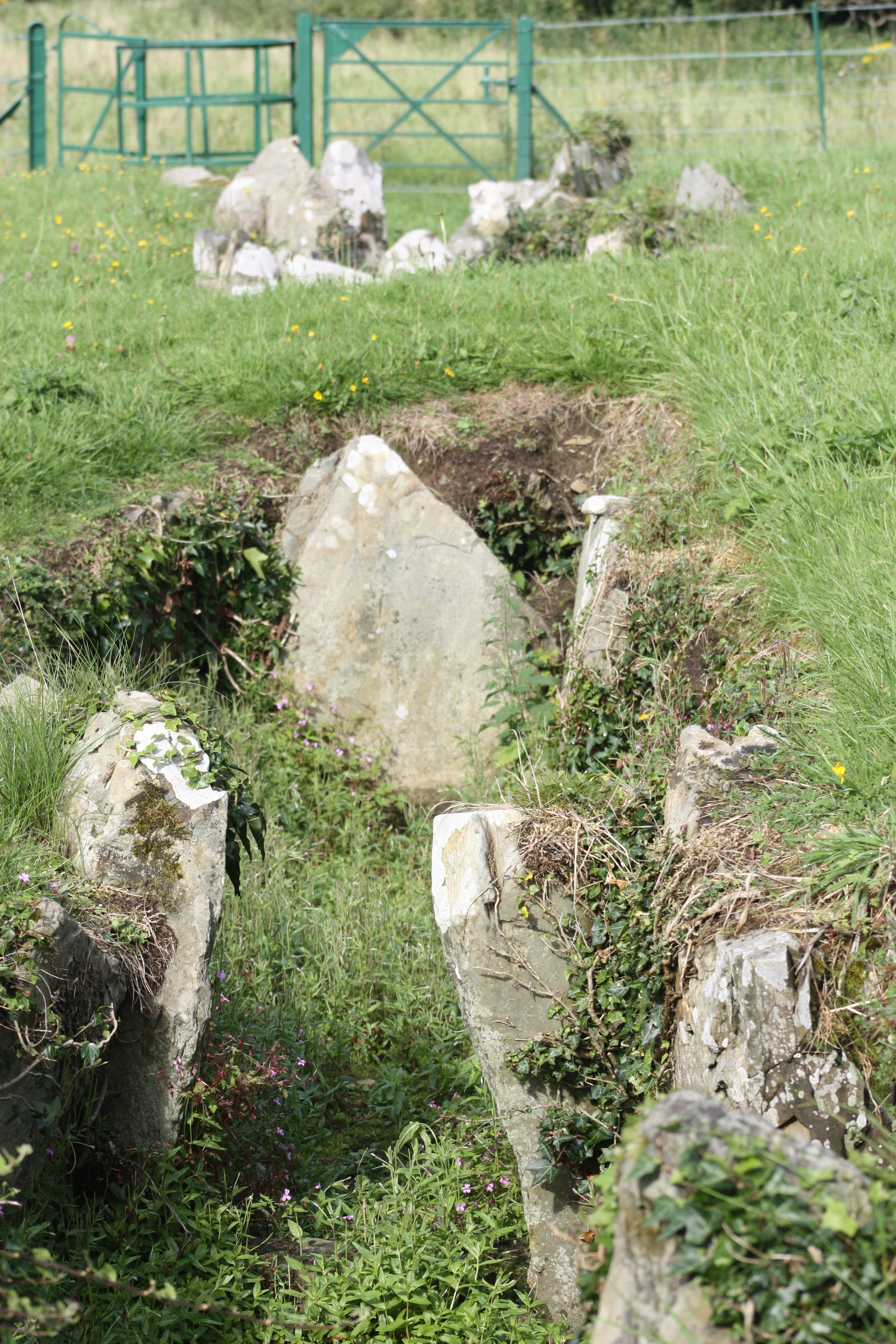
Blick von der ersten in Richtung zweite Galerie
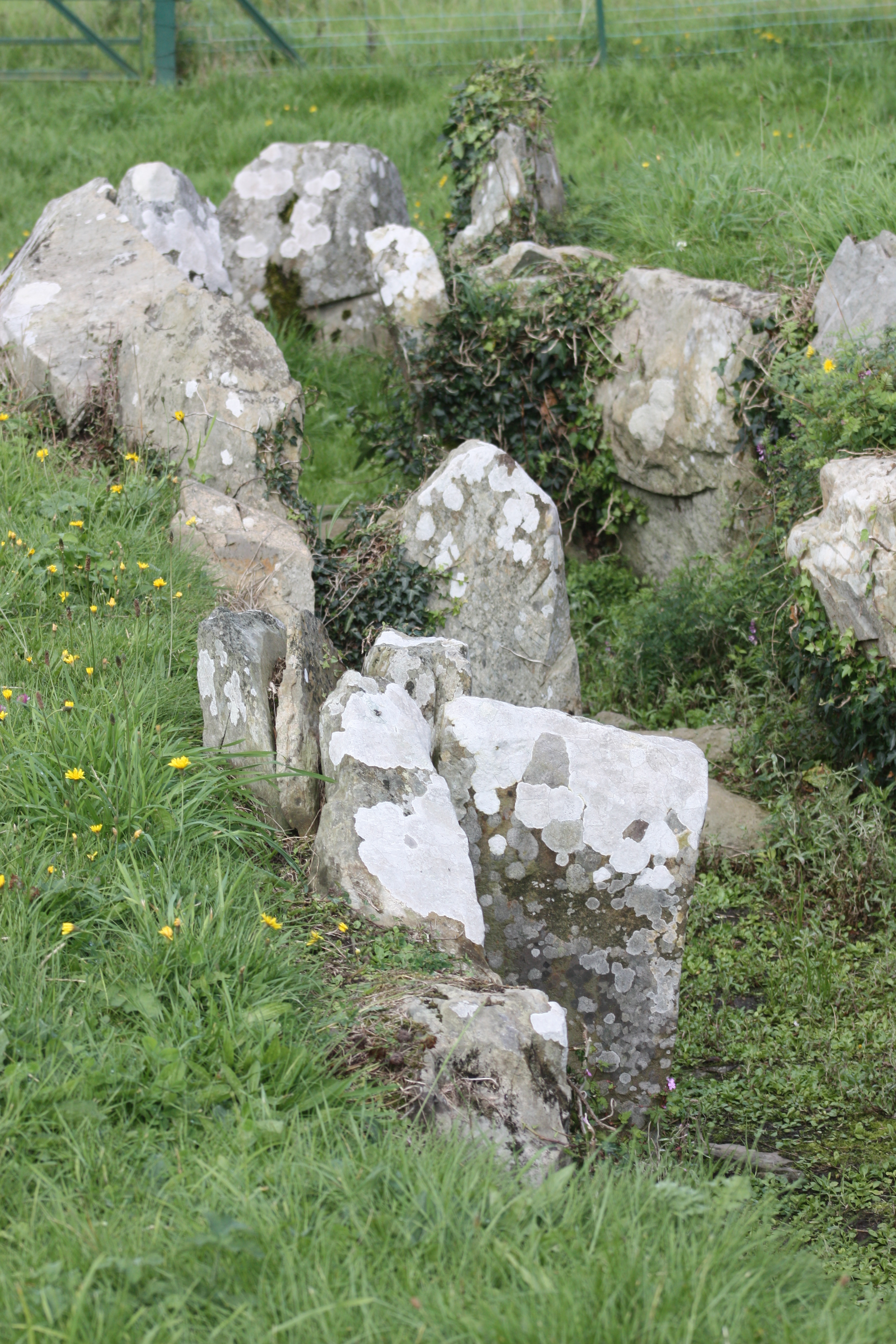
Galerie als Doppelkammer

Die Anlage ist ihre Decke beraubt, die als Kraggewölbe ausgeführt war. Am Endstein der 4. Kammer kann man die sphärische Form der Decke erkennen, deren unterste Steinlagen teilweise auf den intentionell nach innen geneigte Steitenwänden der Kammer, erkennbar sind.
Die Ausgrabung zeigte, dass die ovalen Höfe (englisch courts) gepflasterte Oberflächen hatten. Bestattungen wurden in den beiden äußeren Kammern der Nordost- und in allen Kammern der Südwestgalerie gefunden. Die fragmentarischen Überreste von 34 Skeletten aller Altersgruppen waren teilweise angebrannt. Es wurden 15 Fragmente jungsteinzeitlicher Keramik, diverse Feuersteingeräte (ein plankonvexes Messer, eine Speer- und zwölf Pfeilspitzen sowie Spatel) gefunden.